# Austrian Traded Index
Austrian Traded Index (ATX) er et aktieindeks med nogle af de vigtigste børsnoterede virksomheder på Wiener Börse. Det består af 20 børsnoterede selskaber, og der beregnes en vægtning af de enkelte selskabers betydning. ATX-indekset blev oprettet 2. januar 1991, men det tilbageregnes til 1986.